# István Lévai
István Lévai, född den 23 juli 1957, är en ungersk boxare som tog OS-brons i tungviktsboxning 1980 i Moskva. I semifinalen besegrades han av den trefaldige olympiske mästaren Teófilo Stevenson från Kuba.